# یوان شینیوئه
یوان شینیوئه (انگلیسی: Yuan Xinyue؛ زادهٔ ۲۱ دسامبر ۱۹۹۶) بازیکن والیبال اهل چین است.
از افتخارات وی میتوان به کسب مدال طلا به همراه تیم ملی والیبال زنان چین در بازی‌های المپیک تابستانی ۲۰۱۶ اشاره کرد.